# Karikala Chola

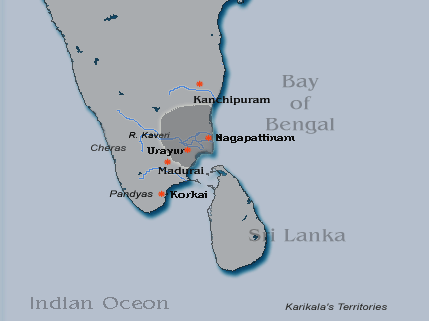
le territoire de Karikala

Karikala Chola (tamoul : கரிகால சோழன்), le roi le plus célèbre de l’ancienne dynastie Chola du pays tamil en Inde méridionale était le fils d'Ilancēṭcenni Chola et régnait entre le Ier siècle et le IIe siècle. Il est également connu, au travers de la littérature du Sangam, sous les noms de Karikala Peruvallattan (கரிகால பெருவளத்தான்) et Thirumavalavan (திருமாவளவன்).

## Sources littéraires

### Sources tamils
Ces deux écrits de la haute antiquité tamoule, Paṭṭiṉappālai et Poruṇarāṟṟuppaṭai, tous deux écrits entre le Ier siècle av. J.-C. et le Ier siècle ap. J.-C. et appartenant à la collection de Pattuppāṭṭu, les dix recueils, sont consacrés à Karikala. Le premier de 301 lignes et le second de 248 vers donnent des détails à la fois sur le roi et sa capital Puhar sur la Kaveri.
Karikala est également mentionné dans quelques poèmes isolés de Puṟanāṉūṟu rédigé entre le IIe siècle av. J.-C. et le Ier siècle et d'Akanāṉūṟu écrit entre le Ier siècle et le IIe siècle.
Les auteurs des romans célèbres tamouls, Silappatikarām et Manimekalai, tous deux écrits à la fin de la période du Sangam, citent également Karikala pour ses exploits militaires, sans toutefois s'attarder sur des faits historiques précis.

### Autres sources
Dans le texte cingalais Diya Keli Katava, le mariage de la fille de Karikala est mentionné.

La branche télougoue de la dynastie Chola, les Chodas font référence à Karikala comme d'un ancêtre prestigieux, valeureux guerrier et grand bâtisseur, notamment pour ses travaux de barrage sur la Kaveri. Mais cette source est tardive.